# Lucin

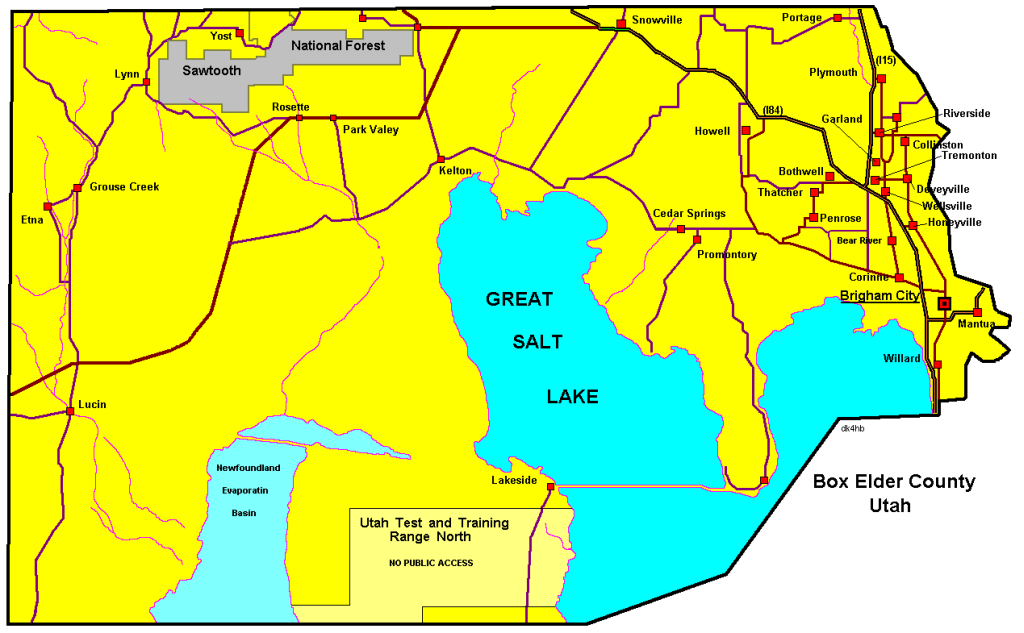
Karte von Box Elder County, Utah, Vereinigt Staaten

Lucin (das auch unter dem Namen „Umbria Junction“ bekannt war) ist eine wüstgefallene ehemalige Eisenbahner-Siedlung im Box Elder County im US-Bundesstaat Utah am Westufer des Großen Salzsees, etwa 261 km nordwestlich von Salt Lake City.
Lucin wurde in der zweiten Hälfte des 19. Jahrhunderts als Wassertankstelle für Dampflokomotiven gegründet, ungefähr 1,6 km (eine Meile) nördlich des jetzigen Standorts der Geisterstadt. Das Wasser zur Versorgung seiner Einwohnerschaft und der Dampflokomotiven bezog das alte Lucin aus Quellen, die in den Sümpfen des Thousand Spring Valleys entsprangen. Das historische Lucin wurde zu „Grouse“ umbenannt und im Jahr 1907 von der Eisenbahngesellschaft abgerissen. Im Jahr 1903 wurde das neuere Lucin an seinem jetzigen Standort am Lucin Cut-Off gegründet, einer im März 1904 eröffneten Eisenbahntrasse, die quer über den Großen Salzsee führt. Lucins Einwohnerschaft bestand vorwiegend aus Angestellten der Eisenbahngesellschaften Central Pacific Railroad (CPRR) und Southern Pacific Railroad und deren Familien. Im Jahr 1936 wurde auch die Siedlung des neueren Lucin weitgehend aufgegeben. In den 1960er Jahren wurde Lucin für kurze Zeit wieder von Eisenbahnarbeitern im Ruhestand bewohnt, die Lucin jedoch bis 1972 wieder verließen.
Lucin ist nach der fossilen Muschel Lucina subanta benannt. 
Von dem historischen Ort ist wenig erhalten. Es gibt noch einen künstlichen Teich, der sein Süßwasser durch eine Rohrleitung aus dem in der Nähe liegenden Höhenzug, der Pilot Range, bezieht. 
Vor dem Bau des Lucin Cut-Off umfuhr die Bahn das Nordufer des Großen Salzsees. Der Bahndamm der früheren Eisenbahnstrecke ist nordöstlich von Lucin, in Richtung Promontory, Utah, bzw. des Golden Spike National Historical Parks, noch erkennbar.